# Milford Mill
Milford Mill és una concentració de població designada pel cens dels Estats Units a l'estat de Maryland. Segons el cens del 2000 tenia 26.527 habitants.

## Demografia
Segons el cens del 2000, Milford Mill tenia 26.527 habitants, 10.467 habitatges, i 6.855 famílies. La densitat de població era de 1.469,5 habitants per km².
Dels 10.467 habitatges en un 34,6% hi vivien nens de menys de 18 anys, en un 35,4% hi vivien parelles casades, en un 24,6% dones solteres, i en un 34,5% no eren unitats familiars. En el 27,5% dels habitatges hi vivien persones soles el 5,4% de les quals corresponia a persones de 65 anys o més que vivien soles. El nombre mitjà de persones vivint en cada habitatge era de 2,49 i el nombre mitjà de persones que vivien en cada família era de 3,02.
Per edats la població es repartia de la següent manera: un 27,7% tenia menys de 18 anys, un 8,9% entre 18 i 24, un 33,2% entre 25 i 44, un 21% de 45 a 60 i un 9,1% 65 anys o més.
L'edat mediana era de 33 anys. Per cada 100 dones de 18 o més anys hi havia 76,2 homes.
La renda mediana per habitatge era de 43.976 $ i la renda mediana per família de 49.177 $. Els homes tenien una renda mediana de 33.725 $ mentre que les dones 31.230 $. La renda per capita de la població era de 20.195 $. Entorn del 6,7% de les famílies i el 8,3% de la població estaven per davall del llindar de pobresa.

## Poblacions més properes
El següent diagrama mostra les poblacions més properes.